# Vienna Open 1998 - Qualificazioni singolare
Le qualificazioni del singolare al Vienna Open 1998 sono state un torneo di tennis preliminare per accedere alla fase finale della manifestazione. I vincitori dell'ultimo turno sono entrati di diritto nel tabellone principale. In caso di ritiro di uno o più giocatori aventi diritto a questi sono subentrati i lucky loser, ossia i giocatori che hanno perso nell'ultimo turno ma che avevano una classifica più alta rispetto agli altri partecipanti che avevano comunque perso nel turno finale.
Le qualificazioni del torneo Vienna Open 1998 prevedevano 16 partecipanti di cui 4 sono entrati nel tabellone principale.

## Teste di serie
1. David Prinosil (Qualificato)
2. Jeff Tarango (Qualificato)
3. Arnaud Clément (Qualificato)
4. Johan Van Herck (ultimo turno)

1. Ján Krošlák (primo turno)
2. Dirk Dier (ultimo turno)
3. Grant Stafford (ultimo turno)
4. Wayne Arthurs (primo turno)

## Qualificati
1. David Prinosil
2. Jeff Tarango

1. Arnaud Clément
2. Ján Krošlák

## Tabellone

### Legenda
| - Q = Qualificato - WC = Wild card - LL = Lucky loser | - ALT = Alternate - SE = Special Exempt - PR = Protected Ranking | - w/o = Walkover - r = Ritirato - d = Squalificato |

### Sezione 1
|  | Primo turno | Primo turno    | Primo turno    | Primo turno | Primo turno |  |  | Ultimo turno | Ultimo turno   | Ultimo turno   | Ultimo turno | Ultimo turno |  |
|  |             |                |                |             |             |  |  |              |                |                |              |              |  |
|  | 1           | David Prinosil | David Prinosil | 6           | 6           |  |  |              |                |                |              |              |  |
|  |             | Gerald Mandl   | Gerald Mandl   | 0           | 1           |  |  | 1            | David Prinosil | David Prinosil | 6            | 6            |  |
|  | 7           | Grant Stafford | Grant Stafford | 6           | 6           |  |  | 7            | Grant Stafford | Grant Stafford | 2            | 0            |  |
|  |             | Martin Spottl  | Martin Spottl  | 1           | 4           |  |  |              |                |                |              |              |  |

### Sezione 2
|  | Primo turno | Primo turno      | Primo turno | Primo turno | Primo turno |  |  | Ultimo turno | Ultimo turno  | Ultimo turno | Ultimo turno | Ultimo turno |  |
|  |             |                  |             |             |             |  |  |              |               |              |              |              |  |
|  | 2           | Jeff Tarango     | 6           | 4           | 6           |  |  |              |               |              |              |              |  |
|  |             | Jan Apell        | 4           | 6           | 2           |  |  | 2            | Jeff Tarango  | 3            | 6            | 7            |  |
|  |             | Wayne Arthurs    | 7           | 6           | 7           |  |  |              | Wayne Arthurs | 6            | 3            | 6            |  |
|  | 8           | Lars Burgsmüller | 6           | 7           | 6           |  |  |              |               |              |              |              |  |

### Sezione 3
|  | Primo turno | Primo turno    | Primo turno    | Primo turno | Primo turno |  |  | Ultimo turno | Ultimo turno   | Ultimo turno | Ultimo turno | Ultimo turno |  |
|  |             |                |                |             |             |  |  |              |                |              |              |              |  |
|  | 3           | Arnaud Clément | Arnaud Clément | 6           | 6           |  |  |              |                |              |              |              |  |
|  |             | Nenad Zimonjić | Nenad Zimonjić | 0           | 4           |  |  | 3            | Arnaud Clément | 6            | 6            | 6            |  |
|  | 6           | Dirk Dier      | Dirk Dier      | 6           | 6           |  |  | 6            | Dirk Dier      | 7            | 3            | 2            |  |
|  |             | Ivo Heuberger  | Ivo Heuberger  | 4           | 4           |  |  |              |                |              |              |              |  |

### Sezione 4
|  | Primo turno | Primo turno      | Primo turno      | Primo turno | Primo turno |  |  | Ultimo turno | Ultimo turno    | Ultimo turno    | Ultimo turno | Ultimo turno |  |
|  |             |                  |                  |             |             |  |  |              |                 |                 |              |              |  |
|  | 4           | Johan Van Herck  | Johan Van Herck  | 7           | 6           |  |  |              |                 |                 |              |              |  |
|  |             | Radomír Vašek    | Radomír Vašek    | 6           | 4           |  |  | 4            | Johan Van Herck | Johan Van Herck | 6            | 4            |  |
|  |             | Ján Krošlák      | Ján Krošlák      | 7           | 6           |  |  |              | Ján Krošlák     | Ján Krošlák     | 7            | 6            |  |
|  | 5           | Rainer Schüttler | Rainer Schüttler | 6           | 4           |  |  |              |                 |                 |              |              |  |